# دايسوكي إنوموتو
دايسوكي إنوموتو (باليابانية: 榎本大輔؛ بالكانا: えのもと だいすけ) هو شخصية أعمال ورائد أعمال ياباني، ولد في 22 أبريل 1971 في ماتسودو في اليابان.